# Чернощёкий неразлучник
Чернощёкий неразлучник (лат. Agapornis nigrigenis) — птица отряда попугаеобразных.

## Внешний вид
Очень грациозный попугайчик. Длина тела 14 см. Внешне похож на маскового неразлучника, но меньше его размерами, а голова у него сероватого цвета. Так же отличительным признаком от маскового неразлучника является наличие в верхней части грудки красновато-оранжевых перьев, а сверху хвоста — зелёных.

## Распространение
Обитает на юго-западе Замбии.

## Образ жизни
Населяют лиственные леса. Питаются семенами трав.